# María Rodríguez Juárez
Maria Rodríguez Juárez (Alía, Extremadura, 1920 - Barcelona, 9 de septiembre de 2010) fue una ama de casa que formó parte de una guerrilla antifranquista al norte de la provincia de Cáceres, cerca de la Sierra de Altamira al terminar la guerra civil española. Fue hecha prisionera tras ser delatada y llevada a varias cárceles hasta ser excarcelada. Se fue a Barcelona residiendo finalmente en L'Hospitalet de Llobregat. Había nacido en una familia de jornaleros sin tierras que era conocida con el apodo de Goyerias, y que eran partidarios del gobierno republicano.

## Biografía
Durante los años 1939 y 1940, en la posguerra, Rodríguez llevaba víveres a su hermano Aurelio que hacía de pastor. Un grupo de 9 guerrilleros republicanos provenientes del ejército derrotado se pusieron en contacto con los tres hermanos y les pidieron apoyo, que Maria Rodríguez les dio junto a su hermana. Este grupo guerrillero lo dirigía Joaquim Ventas Cita, conocido con el apodo "Chaquetalarga " y también "Carrillo". Chaquetalarga había sido oficial del ejército republicano y estuvo encarcelado en Herrera del Duque y condenado a muerte, pero pudo evadirse y huir. En 1943 Rodríguez empezó a dar apoyo logístico con sus hermanos proporcionando alimentos y otros materiales al grupo guerrillero hasta que una familiar los delató y tuvieron que huir incorporándose al grupo de Chaquetalarga con quien Maria Rodríguez tenía vinculación política y sentimental.
El grupo de guerrilleros en el que Maria Rodríguez se integró obtenía medios de subsistencia a través de donaciones, robos y secuestros con pago de rescate. Un secuestro fue de un propietario de una finca en Retuerta de Bullaque (provincia de Ciudad Real), al que retuvo la guerrilla donde militaba Maria Rodríguez hasta que sus familiares pagaron las 25.000 pesetas (unos 150€ al cambio) del rescate. Pero la Guardia Civil a menudo interceptaba los talones de pago, y también tuvo enfrentamientos armados con la guerrilla. Entre las acciones de la guerrilla donde estaban Maria y Paula Rodríguez en Guadarraque, cerca de Alia, en las que Maria intervino, en una de ella lo hizo disparando su arma para impedir ser capturada.
Al final del año 1946 la situación de las diferentes partidas de maquis en la sierra era dramática. Quincoces, jefe de una División, y miembro de la guerrilla donde estaba Maria Rodríguez, murió en un enfrentamiento con la Guardia Civil provocado por una denuncia. Quincoces se llamaba Jesús Gómez y había sido alcalde en el ayuntamiento de un pueblo.
Viendo que las posibilidades de éxito en enfrentamientos armados y que la situación política en Europa no auguraba ninguna ayuda, Chaquetalarga decidió abandonar a las hermanas y huir a Francia sin avisarlas. Maria Rodríguez y su hermana tuvieron que ir a un pueblo a buscar trabajo como sirvientas. En 1948 María Rodríguez fue denunciada y detenida con su hermana en la población de Agudo, donde trabajaban, e interrogadas brutalmente para tratar de averiguar dónde estaba Chaquetalarga, lo cual no sabían. Fueron enviadas a una cárcel en Ciudad Real y posteriormente a otra de Madrid donde fueron sometidas a un consejo de guerra en el que María Rodríguez fue condenada a 14 años de cárcel y trasladada a una cárcel de Málaga. Su hermana Paula fue condenada a 16 años de cárcel. María Rodríguez permaneció cinco años en prisión.
Cuando fue excarcelada María Rodríguez pensó en ir a reunirse con Joaquín Ventas, que estaba exiliado en Francia, yendo primeramente a Barcelona. Como la Guardia Civil la tenía en vigilancia sin poder salir de España tuvo que desistir y permaneció en Cataluña donde formó una familia en Hospitalet, en el barrio del Gornal.
Al finalizar el régimen franquista, con la restauración de la democracia, retomó su actividad política militando en el PSUC.
Rodríguez falleció en el barrio de Bellvitge de l'Hospitalet en septiembre de 2010, con 90 años.